# Kristian Ludvig av Brandenburg-Schwedt
Kristian Ludvig av Brandenburg-Schwedt, tyska: Christian Ludwig von Brandenburg-Schwedt, född 24 maj 1677 i Berlin, död 3 september 1734 på godset Malchow, var titulär markgreve av Brandenburg-Schwedt, ståthållare i Halberstadt och arméofficer. Han tillhörde den yngre Schwedt-grenen av huset Hohenzollern. Genom halvbrodern Fredrik I av Preussens upphöjelse till kung var han även prins i Preussen från 1701.

## Biografi
Kristian Ludvig var yngst av kurfursten Fredrik Vilhelm av Brandenburgs tretton barn, det sjunde i andra äktenskapet med Dorotea av Holstein. Hans halvbror Fredrik ärvde kurfurstetiteln vid faderns död, men modern Dorotea hade sett till att hennes söner fick ärva inkomsterna från hennes ansenliga privata egendomar.
Kristian Ludvig blev generallöjtnant och chef för det preussiska 7:e infanteriregementet i Stettin.
Han hade ett stort musikintresse och tilläts ha ett eget musikkapell vid hovet i Berlin, trots att hans kusin kung Fredrik Vilhelm I av Preussen annars avskaffat stora delar av hovets musik- och kulturliv till förmån för armén. Kristian Ludvig beställde verk av Johann Sebastian Bach under dennes tid i Berlin 1718-1719; Bach sammanställde och skänkte honom 1721 sex partitur till konserter.  Konserterna uppfördes aldrig vid det preussiska hovet utan låg bland Kristian Ludvigs kvarlämnade papper fram till 1850, då de överfördes till det preussiska kungliga biblioteket. De sex konserterna blev, i samband med det nyvaknade intresset för Bachs verk under 1800-talet, berömda under namnet Brandenburgkonserterna.
Han avled barnlös 1734 och begravdes i den hohenzollernska kryptan under Berliner Dom.